# Jerome Feudjio
Jerome Feudjio (ur. 30 września 1955 w Fonakeukeu) – amerykański duchowny rzymskokatolicki, pochodzenia kameruńskiego, biskup diecezjalny Saint Thomas od 2021.

## Życiorys
Święcenia kapłańskie otrzymał 29 września 1990 i został inkardynowany do diecezji Saint Thomas. Pracował głównie jako duszpasterz parafialny oraz jako dyrektor kurialnego wydziału ds. powołań. Był też m.in. wikariuszem biskupim ds. duchowieństwa, kanclerzem kurii i wikariuszem generalnym diecezji.
2 marca 2021 papież Franciszek mianował go ordynariuszem diecezji Saint Thomas. Sakry biskupiej udzielił mu 17 kwietnia 2021 kardynał Wilton Gregory – arcybiskup Waszyngtonu.